# Vladímir Pchelintsev
Vladímir Nikoláevich Pchelintsev (en ruso: Владимир Николаевич Пчелинцев;  Tambov, Imperio ruso, 17 de agostojul./ 30 de agosto de 1919greg. –  Balashija, Rusia, 27 de julio de 1997) fue un francotirador soviético que combatió durante la Segunda Guerra Mundial donde alcanzó el grado de coronel (1959). Fue galardonado con el título de Héroe de la Unión Soviética en 1942 por matar a 152 soldados enemigos. En 1942, participó en la delegación soviética, que junto con la también francotiradora Liudmila Pavlichenko, viajó a los Estados Unidos. En sus memorias, afirmó haber eliminado a un total de 456 soldados enemigos, aunque la mayoría de los historiadores reducen esta cifra a alrededor de 152 muertes.

## Biografía

### Infancia y juventud
Vladímir Pchelintsev nació el 30 de agosto de 1919 en Tambov en la Gobernación de Tambov en lo que en esa época era parte del Imperio ruso. En 1927, cuando tenía ocho años se trasladó con su familia a Moscú, entre 1931 y 1934 vivió en Leningrado y entre 1934 y 1936 en Yaroslavl (Carelia) antes de establecerse definitivamente en la ciudad de Petrozavodsk en 1936, donde se graduó de su décimo grado de escuela en 1938.
Entre 1938 y 1941 estudió en la facultad de prospección geológica del Instituto de Minería de Leningrado; durante sus estudios, en 1939, se incorporó a un club de tiro de la asociación paramilitar Osoaviajim, la Unión de Sociedades para la Promoción de la Defensa, la Aviación y la Construcción Química, convirtiéndose en tirador de primera clase el 22 de febrero de 1940 y recibiendo el título de Maestro de Deportes de la URSS en marzo.

### Segunda Guerra Mundial
Tras la invasión alemana de la Unión Soviética en junio de 1941, Pchelintsev inicialmente trabajó en la construcción de defensa en la región de Carelia hasta que se ofreció como voluntario para ingresar en el Ejército Rojo en julio de 1941. Inicialmente fue asignado al 83.° Batallón de Combate de la NKVD, encargado de patrullar las calles de la sitiada ciudad de Leningrado. En septiembre fue enviado al frente de batalla como comandante de pelotón de reconocimiento en el 5.º Batallón de Fusileros de la 11.ª Brigada Independiente de Fusileros; ese mismo mes abrió su cuenta de francotirador después de abatir a dos soldados alemanes que avanzaban. En enero de 1942 fue transferido al 2.° Batallón Independiente dentro de la misma brigada, donde también se le asignó la tarea de francotirador y también se encargaba del establecimiento del movimiento de francotiradores en el Frente de Leningrado.

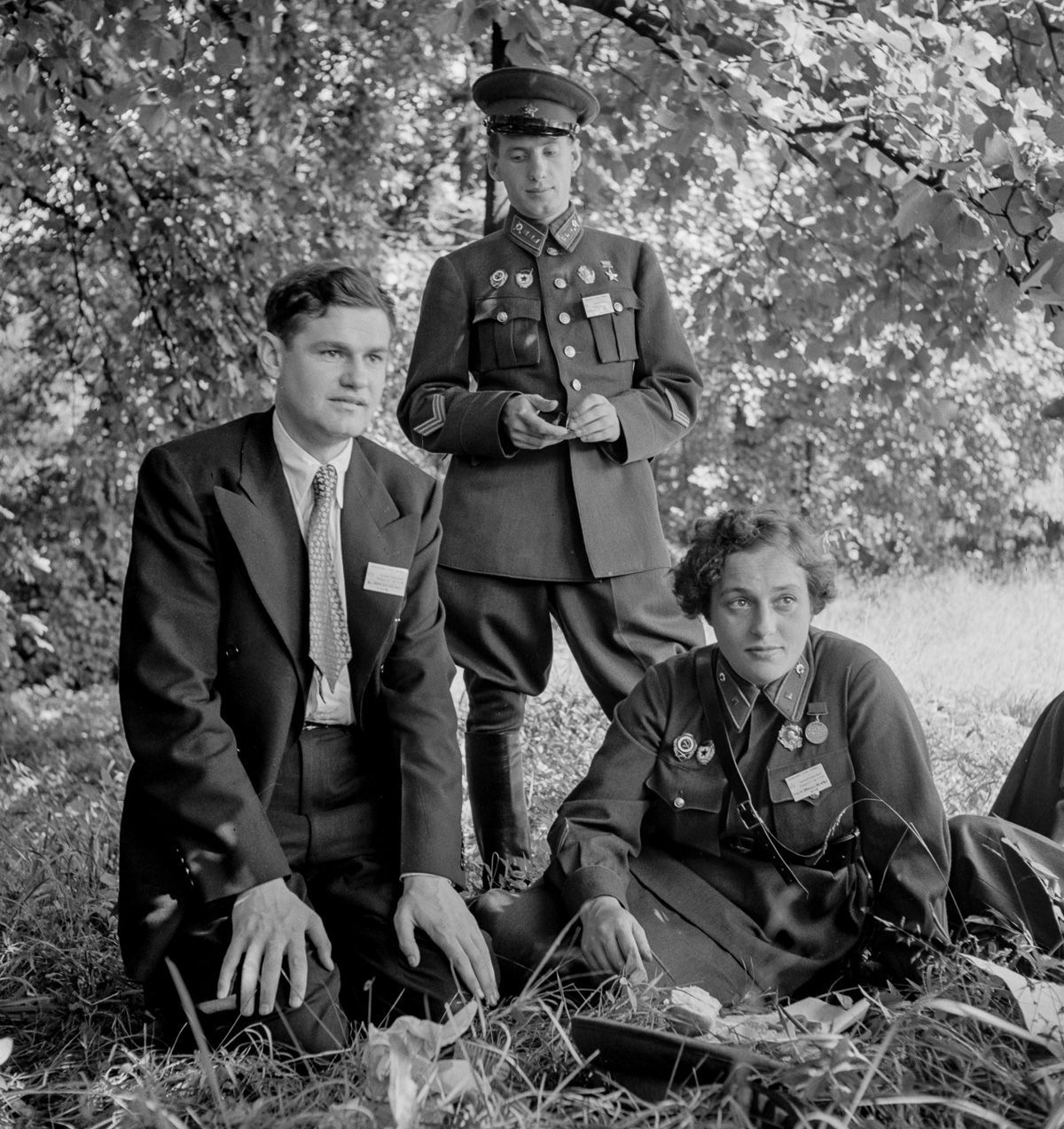
Vladímir Pchelintsev (centro de pie) junto con los otros dos delegados que asistieron a la Asamblea Internacional de Jóvenes en Washington D. C.

«Por el coraje y el heroísmo demostrados en la batallas contra los invasores nazis, por decreto del Presídium del Sóviet Supremo de la Unión Soviética del 6 de febrero de 1942, el sargento Vladímir Nikolaevich Pchelintsev es galardonado con el título de Héroe de la Unión Soviética con la Orden de Lenin y la medalla de la Estrella de Oro». Por sus primeros 102 enemigos abatidos, y recibió la medalla de la estrella de oro en una reunión con otros francotiradores de Leningrado en Smolny el 22 de febrero.
De julio a agosto de 1942 enseñó en la Escuela Central de Instructores de Francotiradores en los alrededores de Moscú, donde entrenó a cuarenta y cinco nuevos francotiradores. Más tarde, ese mismo año, él, la también fracotiradora Liudmila Pavlichenko y Nikolái Krasavchenko el secretario del Komsomol, la organización juvenil del Partido Comunista de la Unión Soviética, de Moscú (que ejercía como jefe de la delegación), fueron enviados como parte de una delegación diplomática soviética para visitar Estados Unidos, Canadá e Inglaterra, con el objetivo de presionar al gobierno de Franklin D. Roosevelt para que Estados Unidos atacara a los nazis y abriera un segundo frente en la Europa ocupada. En el curso de los cuatro meses que duró la gira por dichos países participaron en numerosos encuentros y conferencias con todo tipo de autoridades tanto civiles como militares. En noviembre de 1942, participó en el Congreso Internacional de la Juventud en Londres.
Después de regresar a la Unión Soviética permaneció en el ejército pero no fue devuelto al frente. De enero de 1943 a febrero de 1944 dirigió la estación de investigación de laboratorio balístico de la Escuela Central de Instructores de Francotiradores en Moscú, y en octubre se graduó de los cursos de entrenamiento avanzado en táctica de rifle para el personal de mando del Ejército Rojo (conocidos como curso Vystrel), en enero de 1945 fue nombrado asistente del jefe del departamento de repatriación de ciudadanos extranjeros de la Oficina del Consejo de Comisarios del Pueblo para la Repatriación.

### Posguerra
En 1947 abandonó su puesto en la oficina para la repatriación de ciudadanos extranjeros, aunque permaneció en el ejército y se graduó de la Academia Militar de Comunicaciones en mayo de 1952. Desde junio de 1952 hasta febrero de 1954 se desempeñó como ingeniero superior de equipos de radio de aereonaves en el Centro de Entrenamiento de Aviación de Combate de la Defensa Aérea de la URSS en Volodarsk (actualmente en el óblast de Nizhni Nóvgorod). Posteriormente, se convirtió en ingeniero superior de estaciones técnicas de radio experimentales en la sede de la Defensa de la Aviación de Combate soviética, donde permaneció hasta mayo de 1954, después de convertirse en asistente de un miembro permanente del Comité Científico y Técnico de la Fuerza de Defensa Aérea del país.
Entre agosto de 1955 y febrero de 1959, se convirtió en subdirector del departamento del servicio técnico de radio de la Fuerza Aérea del Grupo de Fuerzas Soviéticas del Norte, con sede en Polonia.  De marzo de 1959 a diciembre de 1960 fue jefe del departamento de ingeniería de radio de las Fuerzas de Defensa Aérea en la sede del Distrito Militar del Báltico, con sede en Riga (Letonia), y desde entonces hasta 1964 fue jefe del departamento de contramedidas de radio del mando operativo en el mismo cuartel general. En septiembre de 1964 se convirtió en jefe del departamento de guerra electrónica del Estado Mayor de la Defensa Aérea, y de diciembre de 1968 a marzo de 1975 fue Jefe del Servicio de Guerra Electrónica del Estado Mayor de la Defensa Aérea. Durante su servicio en estos puestos, dirigió grupos de especialistas soviéticos en guerra electrónica que visitaron estados del bloque del Este, viajaron a Vietnam en 1968 y Egipto en 1970. También fue a Egipto en 1975 como consultor de planificación de guerra electrónica.

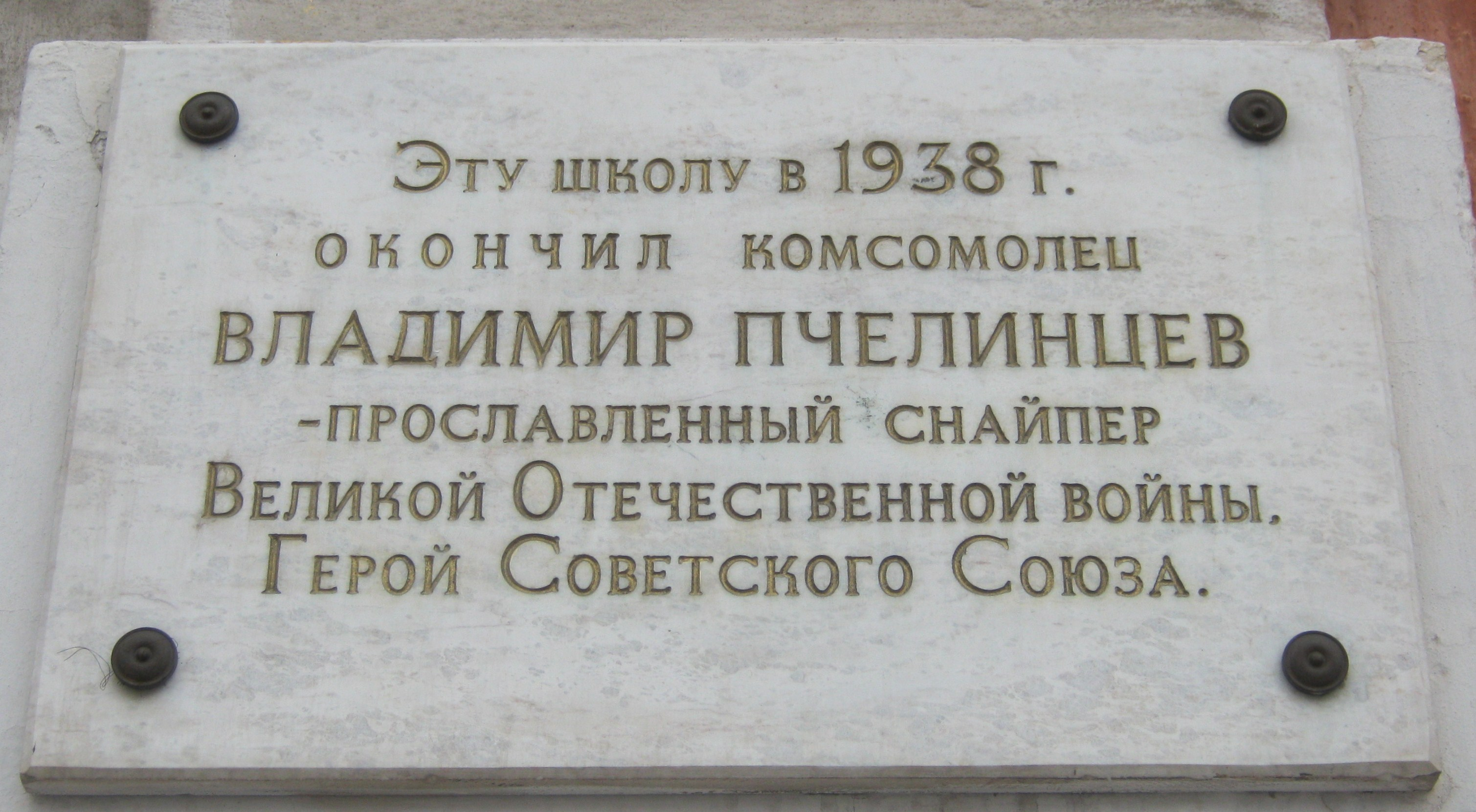
Placa conmemorativa en honor a Vladímir Pchelintsev en la escuela secundaria n.º 9 en Petrozavodsk

Después de retirarse del ejército con el rango de coronel en 1976, se desempeñó como primer vicepresidente de la Federación de Deportes de Tiro de la URSS y presidente del Consejo Central del Club «Francotirador» de toda la Unión. Murió en la localidad de Balashija en el óblast de Moscú, el 22 de julio de 1997 y fue enterrado en el cementerio Nikolo-Arkangelsk de la capital moscovita.
En Petrozavodsk, en el edificio de la escuela secundaria n.º 9, se erigió una placa conmemorativa en su honor. Su retrato está en la Galería de los Héroes en la calle Antikainen.

## Condecoraciones
A lo largo de su carrera militar, Vladímir Pchelintsev recibió las siguientes condecoraciones soviéticas:
|  | Héroe de la Unión Soviética (6 de febrero de 1942)                                                     |
|  | Orden de Lenin (6 de febrero de 1942)                                                                  |
|  | Orden de la Estrella Roja, (11 de marzo de 1985)                                                       |
|  | Orden de la Guerra Patria de 1.er grado (30 de diciembre de 1956)                                      |
|  | Orden del Servicio a la Patria en las Fuerzas Armadas de la URSS de 3.er grado (20 de abril de 1956)   |
|  | Medalla por la Victoria sobre Alemania en la Gran Guerra Patria 1941-1945 (1945)                       |
|  | Medalla Conmemorativa del 20.º Aniversario de la Victoria en la Gran Guerra Patria de 1941-1945 (1965) |
|  | Medalla Conmemorativa del 30.º Aniversario de la Victoria en la Gran Guerra Patria de 1941-1945 (1975) |
|  | Medalla Conmemorativa del 40.º Aniversario de la Victoria en la Gran Guerra Patria de 1941-1945 (1985) |
|  | Medalla Conmemorativa del 50.º Aniversario de la Victoria en la Gran Guerra Patria de 1941-1945 (1995) |
|  | Insignia de Excelente Francotirador                                                                    |